# Wahlen in Südafrika 1994
- PAC: 5
- ANC: 252
- DP: 7
- ACDP: 2
- IFP: 43
- NP: 82
- VF: 9

Die Wahlen in Südafrika 1994 fanden vom 26. bis 29. April 1994 statt und waren die ersten Wahlen in Südafrika, die unter den Bedingungen des allgemeinen Erwachsenenwahlrechts stattfanden. Sie markierten damit das Ende der Rassentrennung durch die seit Anfang des 20. Jahrhunderts bestehende Apartheid-Politik in Südafrika. Gewählt wurden die südafrikanische Nationalversammlung und die neun Provinzversammlungen. Die Wahlen wurden unter der Aufsicht der Unabhängigen Wahlkommission Südafrikas (IEC) durchgeführt.
Während der vier Tage der Wahlen bildeten Millionen von Menschen Schlangen vor den Wahllokalen. Insgesamt wurden 19.726.579 gültige Stimmen gezählt und 193.081 als ungültig gewertet. Der African National Congress (ANC) unter der Führung von Nelson Mandela, dessen Kandidatenliste den Gewerkschaftsdachverband Congress of South African Trade Unions (COSATU) (Kongress der südafrikanischen Gewerkschaften) und die South African Communist Party (Südafrikanische Kommunistische Partei) einschloss, verfehlte knapp die Zweidrittelmehrheit der Stimmen. Im Anschuss an die Wahlen kam es zur Bildung einer Regierung der Nationalen Einheit  ANC mit der von Frederik Willem de Klerk geführten ehemaligen Apartheids- und Regierungspartei National Party und der Zulu-Partei Inkatha Freedom Party.
Der 27. April ist im Gedenken an diese Wahl als Freedom Day der Nationalfeiertag Südafrikas.

## Vorgeschichte

### CODESA-Konferenzen

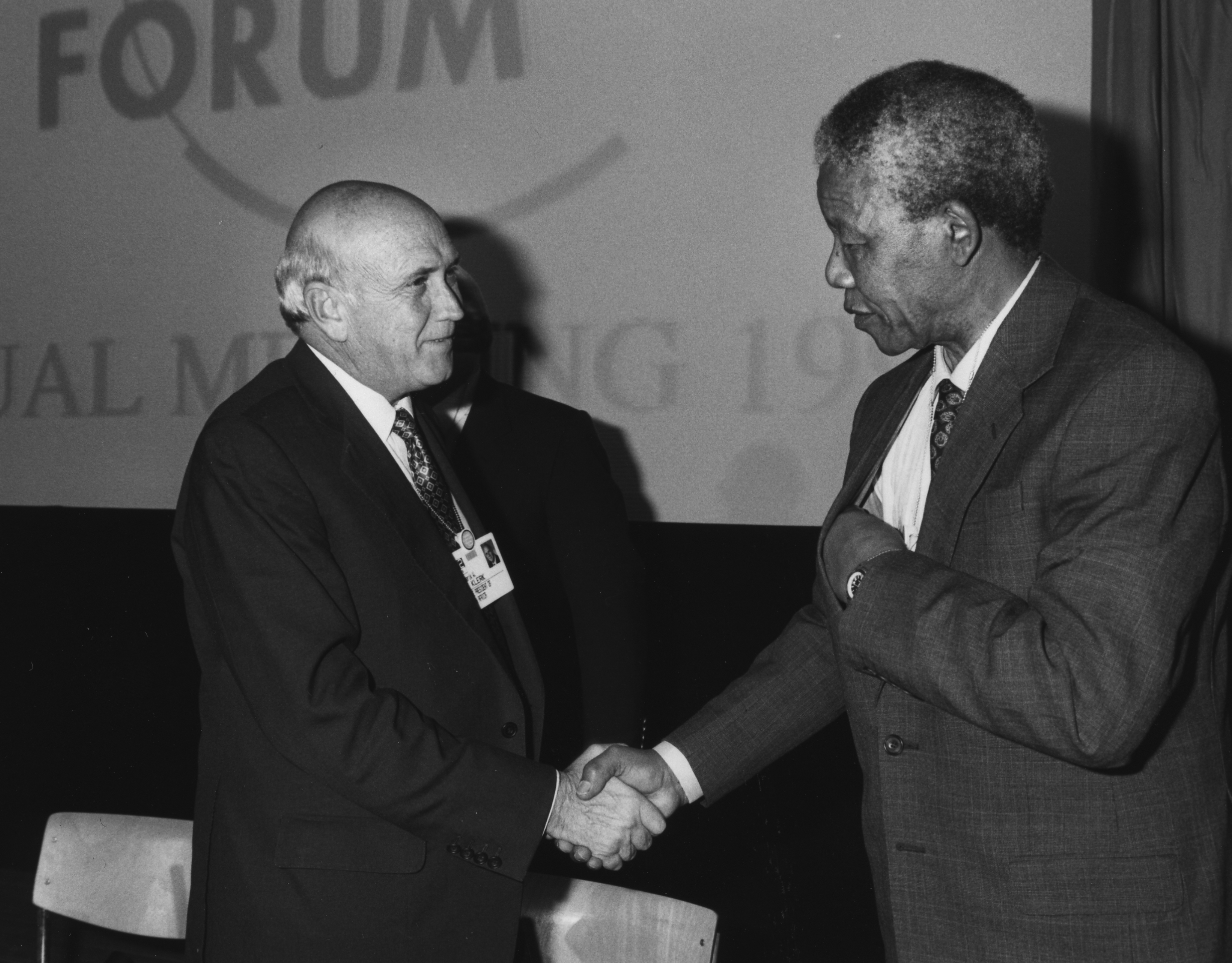
Präsident Frederik Willem de Klerk und Nelson Mandela auf dem Weltwirtschaftsforum in Davos 1992 kurz nach Ende der CODESA-I-Konferenz

Ab dem 21. Dezember 1991 fand die erste Sitzung der Convention for a Democratic South Africa (CODESA) im World Trade Centre in Kempton Park nahe Johannesburg statt. An der CODESA-I-Konferenz nahmen 228 Vertreter von 19 Organisationen teil, darunter der südafrikanischen Regierung, der Verwaltungen einiger Homelands, der Nationalen Partei (NP), der Democratic Party (DP), der Inkatha Freedom Party (IFP), der South African Communist Party (SACP), u. a. m. Mit Ausnahme der IFP und der Vertreter Bophuthatswanas verabschiedete die Konferenz am 21. Dezember 1991 eine Absichtserklärung, in der der Wille zum demokratischen Umbau Südafrikas erklärt wurde. Der IFP-Vorsitzende Mangosuthu Buthelezi verweigerte seine Zustimmung aus Protest gegen die Nicht-Zulassung des Zulu-Königs Goodwill Zwelithini und des KwaZulu-Homelands zur Konferenz. Infolge der CODESA-I-Konferenz wurden fünf Arbeitsgruppen gebildet, die sich mit verschiedenen Fragen, u. a. der Ausarbeitung einer neuen Verfassung, der Bildung einer Übergangsregierung, der Zukunft der Homelands, dem künftigen Wahlsystem und einem Zeitplan für die Implementierung der genannten Reformen befassen sollten. Noch während der Arbeit der Arbeitsgruppen fand auf Initiative von Staatspräsident Frederik Willem de Klerk am 17. März 1992 ein Referendum statt, in dem eine deutliche Mehrheit der weißen Bevölkerung de Klerks Politik unterstützte. Während CODESA-I als Erfolg gewertet wurde, wurde die zweite CODESA-Konferenz am 15. and 16. Mai 1992 als Fehlschlag bewertet. ANC und NP konnten sich nicht darauf einigen, mit wie viel Prozent Zustimmung eine neue südafrikanische Verfassung angenommen werden sollte, und die Konferenz endete ohne gemeinsame Abschlusserklärung.

### Multi-Parteien-Verhandlungsforum
In der Folgezeit gab es mehrere gewalttätige Auseinandersetzungen zwischen Sicherheitskräften und Protestierenden (Boipatong-Massaker am 17. Juni 1992 mit 43 Toten, Bisho-Massaker am 7. September 1992 mit 28 Toten). Nelson Mandela erklärte am 22. Juni 1992 die Verhandlungen des ANC mit der Regierung für vorläufig beendet. Mit der Unterzeichnung einer Verständigungserklärung (Record of Understanding) zwischen Mandela und de Klerk am 26. September 1992 wurden sie wieder aufgenommen. Am 1. und 2. April 1993 trafen sich im World Trade Centre in Kempton Park Vertreter von 26 politischen Parteien zu einem Multi-Parteien-Verhandlungsforum (Multi-party Negotiating Forum, MPNF), darunter auch Delegierte der Konserwatiewen Party und des Pan Africanist Congress, die beide nicht an den CODESA-Verhandlungen teilgenommen hatten. Die Verhandlungen wurden von der Ermordung des Vorsitzenden der South African Communist Party (SACP) Chris Hani am 10. April 1993 überschattet. Es wurden sieben technische Komitees gebildet, um den geordneten Ablauf der Wahlen in allen Einzelaspekten vorzubereiten. Am 1. Juni 1993 kam das MPNF zu einer Einigung auf den 27. April 1994 als Datum für die ersten nicht-rassischen Wahlen in Südafrika. Dies führte dazu, dass Mitglieder der Concerned South Africans Group (COSAG) – die Inkatha Freedom Party (IFP), die Konserwatiewe Party und die Regierungsvertreter der Regierung von KwaZulu – aus dem Verhandlungsforum ausschieden, da sie sich bei den Verhandlungen übergangen fühlten.
Am 23. und 24. September 1993 verabschiedete das südafrikanische Parlament auf Vorschlag des MPNF-Verhandlungskomitees vier Gesetze über die Einrichtung eines Übergangs-Exekutiv-Komitees (Transitional Executive Council, TEC), einer Unabhängigen Wahlkommission (Independent Electoral Commission, IEC), einer Unabhängigen Medien-Kommission (Independent Media Commission, IMC) und der Unabhängigen Rundfunkaufsicht (Independent Broadcasting Authority, IBA). Am 16. November 1993 einigten sich Mandela, de Klerk, Cyril Ramaphosa und Roelf Meyer im sogenannten six pack deal in den noch strittigen Punkten.

### Ereignisse in den Homelands

Homelands in Südafrika

Vor den Wahlen gab es vier formal unabhängige Homelands: Transkei, Ciskei, Venda und Bophuthatswana. Die ersten drei kooperierten mit der südafrikanischen Regierung und nahmen an der Vorbereitung der Wahlen teil. In der Ciskei gründete der dortige Machthaber Brigadegeneral Oupa Gqozo eine eigene Partei, African Democratic Movement (ADM), die sich für die Wahlen registrieren ließ. Am 23. März 1994 trat Gqozo jedoch als Regierungschef der Ciskei zurück und das Homeland kam direkt unter südafrikanische Verwaltung. Die Regierung Bophuthatswanas unter Regierungschef Lucas Mangope weigerte sich, Übergangsgesetze für die Teilnahme an der Wahl zu erlassen und ließ auch keine Parteiregistrierungen zu. Dies führte zu einer Serie von Streiks und lokalen Unruhen, die zuletzt auch Polizei und Armee des Homelands erfassten. Die Regierung Bophuthatswanas bat daraufhin den Afrikaner Volksfront (AVF)-Parteiführer General Constand Viljoen um Hilfe. Etwa 4000 weiße, khaki-uniformierte, bewaffnete Angehörige der AVF strömten daraufhin am 11. März 1994 in die Hauptstadt Bophuthatswanas Mmabatho. Ein Kontingent von etwa 500 Angehörigen der rechtsextremen Afrikaner Weerstandsbeweging (AWB) marschierte durch die Stadt, feuerte wahllos Schüsse ab und tötete mehrere schwarze Südafrikaner. Die AWB ignorierte dabei einen Rückzugsbefehl von General Viljoen. Die Armee Bophuthatswanas ging daraufhin gegen die AWB vor und vertrieb diese aus der Stadt, wobei insgesamt drei AWB-Angehörige vor laufenden Fernsehkameras erschossen wurden. Mindestens 60 Personen verloren ihr Leben, größtenteils unbeteiligte Zivilisten. Nach dem Ereignis wurde Bophuthatswana unter die direkte Kontrolle der südafrikanischen Regierung gestellt.

### Inkatha Freedom Party und Afrikaner Volksfront
Die IFP blieb zunächst bei ihrer Ablehnung der MPNF-Verhandlungsergebnisse und kündigte einen Wahlboykott an. Zentrales Anliegen der IFP war die institutionelle Verankerung der Zulu-Monarchie und eine Stärkung der Autonomie von KwaZulu/Natal. Am 25. März 1994 organisierte der ANC einen Demonstrationsmarsch durch Durban an, um für die Teilnahme an den Wahlen zu werben. Die IFP antwortete am 28. März 1994 mit einem entsprechenden Domonstrationsmarsch in Johannesburg gegen die Wahlen und zur Unterstützung von König Zwelithini. Nachdem die Demonstrierenden von der vorgesehenen Route abwichen und in Richtung ANC-Hauptquartier marschierten, kam es zu Schießereien, bei denen es 51 Tote und 250 Verletzte gab. Am 31. März 1994 verhängte Präsident de Klerk den Ausnahmezustand über KwaZulu/Natal. Ein Treffen von Mandela, de Klerk, Buthelezi und Zulu-König Goodwill Zwelithini am 8. April 1994 blieb ohne Ergebnis. Erst ein weiteres Treffen zwischen dem kenianischen Diplomaten Washington Okumu, dem südafrikanischen Bankier Colin Coleman und dem Geschäftsmann Michael Spicer von Anglo American mit Buthelezi am 15. April 1994 führte zu dessen Einlenken. Am 19. April 1994, eine Woche vor dem Wahltermin, erklärte Buthelezi, dass die IFP an den Wahlen teilnehmen werde. Am 25. April 1994 verabschiedete das südafrikanische Parlament ein Gesetz, das die verspätete Registrierung der IFP bei der Wahl ermöglichte. Da schon etwa 80 Millionen Stimmzettel gedruckt worden waren, wurde entschieden, die IFP als zusätzliche Wahloption per Aufkleber am Ende des Stimmzettels zu ergänzen.
Auch die Afrikaner Volksfront lehnte zunächst eine Wahlteilnahme ab. Jedoch registrierte der AVF-Parteiführer General Constand Viljoen in allerletzter Minute, kurz vor Ablauf der Registrierungsfrist am 4. März 1994 seine Partei unter dem Namen Vryheidsfront.

## Wahlsystem
| Landesweit   | Provinzen                          | Provinzen |
| ------------ | ---------------------------------- | --------- |
| 200          | Ostkap                             | 28        |
| 200          | Ost-Transvaal                      | 14        |
| 200          | Kwazulu-Natal                      | 40        |
| 200          | Nordkap                            | 4         |
| 200          | Nord-Transvaal                     | 20        |
| 200          | Nordwest                           | 15        |
| 200          | Oranje-Freistaat                   | 15        |
| 200          | Pretoria-Witwatersrand-Vereeniging | 43        |
| 200          | Westkap                            | 21        |
| Zusammen 400 |                                    |           |

Die 400 Abgeordneten der Nationalversammlung wurden in einer Verhältniswahl je zur Hälfte über landesweite Parteilisten und zur anderen Hälfte über Parteilisten der neun Provinzen gewählt. Eine Sperrklausel gab es nicht. Wahlberechtigt war jeder mindestens 18 Jahre alte Staatsbürger Südafrikas. Nach dem Wahlrecht hatte jede politische Partei, die mehr als fünf Prozent der Stimmen gewann, einen Anspruch auf einen Ministerposten im Kabinett. Für die Wahl des Präsidenten reichte die einfache Mehrheit aus. Jede Partei mit mehr als 20 Prozent der Stimmen, oder für den Fall, dass es keine solche gab, die stimmenstärkste und -zweitstärkste Partei, hatten Anspruch auf einen stellvertretenden Präsidentenposten. Der Präsident war verpflichtet, seine Stellvertreter bei wichtigen Entscheidungen, inklusive der Besetzung von Kabinettsposten, zu konsultieren. Für die Wahlen zu den Provinzversammlungen galten ähnliche Bestimmungen. Hier hatte jede Partei mit mehr als 10 Prozent der Stimmen Anspruch auf einen Kabinettsposten. Für die Wahlen registrierten sich insgesamt 27 politische Parteien.
Ein großes organisatorisches Problem war das Fehlen eines geordneten Wählerregisters. Da die Unabhängige Wahlkommission erst im Dezember 1993 funktionsfähig geworden war, fehlte die Zeit für die Einrichtung eines solchen Registers. Umso wichtiger wurde daher die korrekte Identifizierung von Wählern in den Wahllokalen. Jeder Wähler hatte ein Identitätsdokument vorzuweisen. Da viele prinzipiell Wahlberechtigte kein solches Dokument besaßen, wurden temporäre Wahlberechtigungskarten (Temporary Voter’s Cards, TVC) ausgegeben. Der Prozess der TVC-Ausgabe verlief insgesamt schleppend. Noch am letzten Wahltag wurden Tausende von TVC ausgegeben. Die Wahlkommission schätzte, dass etwa zwei Millionen Südafrikaner keine Wahlberechtigungskarte erhalten hatten. Auch die späte Registrierung der IFP zur Wahl mit dem folgenden Ansturm von IFP-Anhängern auf die TVC-Ausgabestellen beanspruchte die Ressourcen aufs Äußerste. Es wurden insgesamt 9739 Wahllokale eingerichtet. Damit gab es im Durchschnitt weniger als 3000 Wahlberechtigte pro Wahllokal. Nach erfolgter Wahl wurde die rechte Hand des Wählers mit Wahltinte markiert und das entsprechende Dokument zur Wahlberechtigung abgestempelt.
Am 26. April 1994 konnten Südafrikaner im Ausland in etwa 80 Botschaften und Konsulaten wählen. Die eigentlichen Wahlen in Südafrika waren für den 27. und 28. April 1994 vorgesehen. Die Wahllokale waren von 7:00 Uhr bis 19:00 Uhr geöffnet. Aufgrund der Verknappung von Wahlmaterial und Auslieferungsproblemen erlaubte die Wahlkommission in Ausnahmefällen die Verlängerung der Wahlzeiten. In sechs Gebieten wurde die Wahl auf den 29. April 1994 ausgedehnt.

## Ergebnisse

### Nationalversammlung

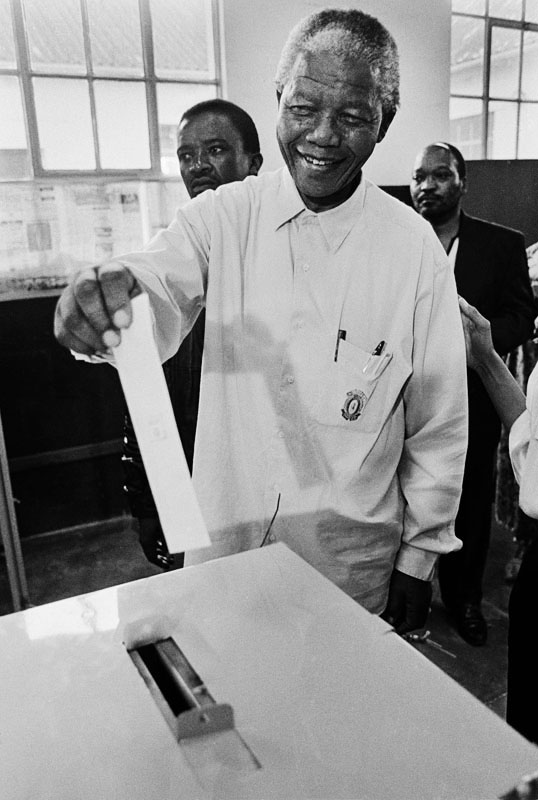
Mandela bei der Abstimmung

| Partei | Partei                                                           | Kürzel | Stimmen    | in %     | Sitze |
| ------ | ---------------------------------------------------------------- | ------ | ---------- | -------- | ----- |
|        | African National Congress                                        | ANC    | 12.237.655 | 62,65 %  | 252   |
|        | National Party                                                   | NP     | 3.983.690  | 20,39 %  | 82    |
|        | Inkatha Freedom Party                                            | IFP    | 2 058 294  | 10,54 %  | 43    |
|        | Vryheidsfront                                                    | FF-VF  | 424.555    | 2,17 %   | 9     |
|        | Democratic Party                                                 | DP     | 338.426    | 1,73 %   | 7     |
|        | Pan Africanist Congress of Azania                                | PAC    | 243.478    | 1,25 %   | 5     |
|        | African Christian Democratic Party                               | ACDP   | 88.104     | 0,45 %   | 2     |
|        | Africa Muslim Party                                              | AMP    | 34.466     | 0,18 %   | 0     |
|        | African Moderates Congress Party                                 | AMCP   | 27.690     | 0,14 %   | 0     |
|        | Dikwankwetla Party of South Africa                               | DPSA   | 19.451     | 0,10 %   | 0     |
|        | Federal Party                                                    | FP     | 17.663     | 0,09 %   | 0     |
|        | Minority Front                                                   | MF     | 13.433     | 0,07 %   | 0     |
|        | Sport Organisation for Collective Contributions and Equal Rights | SOCCER | 10.575     | 0,05 %   | 0     |
|        | African Democratic Movement                                      | ADM    | 9.886      | 0,05 %   | 0     |
|        | Women’s Rights Peace Party                                       | WRPP   | 6.434      | 0,03 %   | 0     |
|        | Ximoko Progressive Party                                         | XPP    | 6.320      | 0,03 %   | 0     |
|        | Keep It Straight and Simple Party                                | KISS   | 5.916      | 0,03 %   | 0     |
|        | Workers’ List Party                                              | WLP    | 4.169      | 0,02 %   | 0     |
|        | Luso-South African Party                                         | LUSO   | 3.293      | 0,02 %   | 0     |
| Gesamt | Gesamt                                                           | Gesamt | 19.533.498 | 100,00 % | 400   |

### Provinzversammlungen
Der ANC gewann in sechs der neun Provinzversammlungen die Mehrheit der Mandate. In Kwazulu-Natal errang die Inkatha Freedom Party und in der Provinz Westkap die National Party jeweils eine knappe Mehrheit. In der Provinz Nordkap gewann der ANC exakt die Hälfte der Mandate.

#### Ostkap
In der Provinz Ostkap, einer traditionellen Hochburg des ANC, gewann dieser etwa 84 % der Stimmen. Die National Party konnte ihre Stimmenanzahl verglichen zur Wahl 1989 mehr als verdoppeln, was zum Teil auf bessere Wählermobilisierung, aber auch auf einen deutlichen Zustrom von Coloured-Wählern zurückgeführt wurde. Der in Konkurrenz zum ANC stehende Pan Africanist Congress erzielte mit etwa 2 Prozent Wählerstimmen sein bestes Wahlergebnis in einer Provinz.

Zusammensetzung der Provinzversammlung der Provinz Ostkap

| Partei | Partei                             | Stimmen   | in %     | Sitze |
| ------ | ---------------------------------- | --------- | -------- | ----- |
|        | African National Congress          | 2.453.790 | 84,35 %  | 48    |
|        | National Party                     | 286.029   | 9,83 %   | 6     |
|        | Democratic Party                   | 59.644    | 2,05 %   | 1     |
|        | Pan Africanist Congress of Azania  | 59.475    | 2,04 %   | 1     |
|        | Vryheidsfront/Freedom Front        | 23.167    | 0,80 %   | 0     |
|        | African Christian Democratic Party | 14.908    | 0,51 %   | 0     |
|        | Inkatha Freedom Party              | 5.050     | 0,17 %   | 0     |
|        | African Democratic Movement        | 4.815     | 0,17 %   | 0     |
|        | Merit Party                        | 2.028     | 0,07 %   | 0     |
| Gesamt | Gesamt                             | 2.908.906 | 100,00 % | 56    |

#### Ost-Transvaal
In der Provinz Ost-Transvaal (1995 umbenannt in Mpumalanga) erhielt der ANC einen Stimmenanteil, der in etwa dem Anteil der schwarzen Bevölkerung entsprach, und die „weißen“ Parteien NP und VF sammelten praktisch alle Stimmen der weißen Bevölkerung ein. In den ehemaligen Homelands gab es so gut wie keine Stimmen für die beiden letzteren. In der Region Piet Retief erhielt die Inkatha Freedom Party etwa 20 Prozent der Stimmen, was auf den signifikanten Anteil an Zulus zurückgeführt wurde.

Zusammensetzung der Provinzversammlung der Provinz Ost-Transvaal

| Partei | Partei                             | Stimmen   | in %     | Sitze |
| ------ | ---------------------------------- | --------- | -------- | ----- |
|        | African National Congress          | 1.070.052 | 80,69 %  | 25    |
|        | National Party                     | 119.311   | 9,00 %   | 3     |
|        | Vryheidsfront/Freedom Front        | 75.120    | 5,66 %   | 2     |
|        | Pan Africanist Congress of Azania  | 21.679    | 1,63 %   | 0     |
|        | Inkatha Freedom Party              | 20.147    | 1,52 %   | 0     |
|        | Democratic Party                   | 7.437     | 0,56 %   | 0     |
|        | African Christian Democratic Party | 6.339     | 0,48 %   | 0     |
|        | African Democratic Movement        | 5.062     | 0,38 %   | 0     |
|        | Regte Party/Right Party            | 921       | 0,07 %   | 0     |
| Gesamt | Gesamt                             | 1.326.068 | 100,00 % | 30    |

#### Kwazulu-Natal
Die Wahl in Kwazulu-Natal war durch erhebliche Unregelmäßigkeiten überschattet. Die politischen Gegner der Inkatha Freedom Party (IPF) erklärten, dass der IPF-Wahlsieg nur durch massiven Wahlbetrug in den Wahllokalen, die unter der Aufsicht von IPF-Anhängern standen, zustande gekommen sei. In sechs Distrikten, einschließlich Durbans, wurden gravierende Wahlverstöße berichtet. Die Unabhängige Wahlkommission gestand ein, dass es Wahlbetrug erheblichen Ausmaßes gegeben hatte und reduzierte die Stimmenzahl, die IPF gewonnen hatte, um 250.000. Dies war etwa die Stimmenzahl, die in den beanstandeten Wahllokalen abgegeben worden war. Dennoch war der Wahlsieg von IPF so umfassend, dass allgemein davon ausgegangen wurde, dass IPF auch eine völlig regulär abgelaufene Wahl gewonnen hätte. Auch der ANC war an den Unregelmäßigkeiten nicht unbeteiligt. An der Grenze zur Transkei gab es deutlich mehr Wähler als nach dem Bevölkerungszensus geschätzt worden war. Der ANC gab zu, dass er Tausende von Anhängern über die Grenze nach Kwazulu-Natal gebracht hatte. Die Nationale Partei konnte ihre Stimmenzahl im Vergleich zu 1989 vervierfachen. Dies wurde zum Teil auf den Zustrom von indischen Wählern zurückgeführt. Geschätzt etwa 10 Prozent der Inder wählten die Minority Front, deren Vorsitzender Amichand Rajbansi dadurch einen Sitz in der Provinzversammlung gewann.

Zusammensetzung der Provinzversammlung der Provinz KwaZulu-Natal

| Partei | Partei                                                         | Stimmen   | in %     | Sitze |
| ------ | -------------------------------------------------------------- | --------- | -------- | ----- |
|        | Inkatha Freedom Party                                          | 1.844.070 | 50,32 %  | 41    |
|        | African National Congress                                      | 1.181.118 | 32,23 %  | 26    |
|        | National Party                                                 | 410.710   | 11,21 %  | 9     |
|        | Democratic Party                                               | 78.910    | 2,15 %   | 2     |
|        | Minority Front                                                 | 48.951    | 1,34 %   | 1     |
|        | Pan Africanist Congress of Azania                              | 26.601    | 0,73 %   | 1     |
|        | African Christian Democratic Party                             | 24.690    | 0,67 %   | 1     |
|        | Vryheidsfront/Freedom Front                                    | 18.625    | 0,51 %   | 0     |
|        | Africa Muslim Party                                            | 17.931    | 0,49 %   | 0     |
|        | African Democratic Movement                                    | 8.092     | 0,22 %   | 0     |
|        | Workers International to Rebuild the Fourth International (SA) | 4.626     | 0,13 %   | 0     |
| Gesamt | Gesamt                                                         | 3.664.324 | 100,00 % | 81    |

#### Nordkap
Die Bevölkerung der Provinz Nordkap bestand zu etwa 51 Prozent aus Coloureds, 32 Prozent aus Schwarzen und 18 Prozent aus Weißen. Der ANC gewann die Hälfte der Mandate und erzielte seine höchsten Stimmenanteile in der Region um Kimberley, mit dem höchsten schwarzen Bevölkerungsanteil.

Zusammensetzung der Provinzversammlung der Provinz Nordkap

| Partei | Partei                             | Stimmen | in %     | Sitze |
| ------ | ---------------------------------- | ------- | -------- | ----- |
|        | African National Congress          | 200.839 | 49,74 %  | 15    |
|        | National Party                     | 163.452 | 40,48 %  | 12    |
|        | Vryheidsfront/Freedom Front        | 24.117  | 5,97 %   | 2     |
|        | Democratic Party                   | 7.567   | 1,87 %   | 1     |
|        | Pan Africanist Congress of Azania  | 3.765   | 0,93 %   | 0     |
|        | Inkatha Freedom Party              | 1.688   | 0,42 %   | 0     |
|        | African Christian Democratic Party | 1.610   | 0,40 %   | 0     |
|        | African Democratic Movement        | 734     | 0,18 %   | 0     |
| Gesamt | Gesamt                             | 403.772 | 100,00 % | 30    |

#### Nord-Transvaal
Genauso wie in Ost-Transvaal (2002 umbenannt in Limpopo) wählte die schwarze Bevölkerung in ihrer großen Mehrheit den ANC und die weiße Bevölkerung wählte NP und VF. In den ehemaligen Homelands gab es so gut wie keine Stimmen für die beiden letzteren.

Zusammensetzung der Provinzversammlung der Provinz Nord-Transvaal

| Partei | Partei                             | Stimmen   | in %     | Sitze |
| ------ | ---------------------------------- | --------- | -------- | ----- |
|        | African National Congress          | 1.759.597 | 91,63 %  | 38    |
|        | National Party                     | 62.745    | 3,27 %   | 1     |
|        | Vryheidsfront/Freedom Front        | 41.193    | 2,15 %   | 1     |
|        | Pan Africanist Congress of Azania  | 24.360    | 1,27 %   | 0     |
|        | United People’s Front              | 10.123    | 0,53 %   | 0     |
|        | African Christian Democratic Party | 7.363     | 0,38 %   | 0     |
|        | Ximoko Progressive Party           | 4.963     | 0,26 %   | 0     |
|        | Democratic Party                   | 4.021     | 0,21 %   | 0     |
|        | African Democratic Movement        | 3.662     | 0,19 %   | 0     |
|        | Inkatha Freedom Party              | 2.233     | 0,12 %   | 0     |
| Gesamt | Gesamt                             | 1.920.260 | 100,00 % | 40    |

#### Nordwest
Wie in Nord- und Ost-Transvaal erhielt der ANC seine Stimmen ganz überwiegend von der schwarzen Bevölkerung, während die Weißen die NP oder VF wählten. In den ehemaligen Homelands gab es so gut wie keine Stimmen für die beiden letzteren.

Zusammensetzung der Provinzversammlung der Provinz Nordwest

| Partei | Partei                             | Stimmen   | in %     | Sitze |
| ------ | ---------------------------------- | --------- | -------- | ----- |
|        | African National Congress          | 1.310.080 | 83,33 %  | 26    |
|        | National Party                     | 138.986   | 8,84 %   | 3     |
|        | Vryheidsfront/Freedom Front        | 72.821    | 4,63 %   | 1     |
|        | Pan Africanist Congress of Azania  | 27.274    | 1,73 %   | 0     |
|        | Democratic Party                   | 7.894     | 0,50 %   | 0     |
|        | Inkatha Freedom Party              | 5.948     | 0,38 %   | 0     |
|        | African Christian Democratic Party | 5.570     | 0,35 %   | 0     |
|        | African Democratic Movement        | 3.569     | 0,23 %   | 0     |
| Gesamt | Gesamt                             | 1.572.142 | 100,00 % | 30    |

#### Oranje-Freistaat
Wie in den Provinzen des ehemaligen Transvaal wählten die Schwarzen ganz überwiegend den ANC und die Weißen praktisch ausschließlich NP und VF. Im Gebiet QwaQwa, einem ehemaligen Homeland, erhielt die Dikwankwetla Party, eine ethnische Partei, die von früheren Homeland-Politikern angeführt wurde, etwa 6 Prozent der Stimmen.

Zusammensetzung der Provinzversammlung des Oranje-Freistaats

| Partei | Partei                             | Stimmen   | in %     | Sitze |
| ------ | ---------------------------------- | --------- | -------- | ----- |
|        | African National Congress          | 1.037.998 | 76,65 %  | 24    |
|        | National Party                     | 170.452   | 12,59 %  | 4     |
|        | Vryheidsfront/Freedom Front        | 81.662    | 6,03 %   | 2     |
|        | Pan Africanist Congress of Azania  | 24.451    | 1,81 %   | 0     |
|        | Dikwankwetla Party of South Africa | 17.024    | 1,26 %   | 0     |
|        | Democratic Party                   | 7.664     | 0,57 %   | 0     |
|        | Inkatha Freedom Party              | 6.935     | 0,51 %   | 0     |
|        | African Christian Democratic Party | 6.072     | 0,45 %   | 0     |
|        | African Democratic Movement        | 2.008     | 0,15 %   | 0     |
| Gesamt | Gesamt                             | 1.354.266 | 100,00 % | 30    |

#### Pretoria-Witwatersrand-Vereeniging
In der Provinz Pretoria-Witwatersrand-Vereeniging (gängig abgekürzt PWV, im Dezember 1994 umbenannt in Gauteng) erhielt der ANC 58 Prozent der Stimmen. Der Anteil der schwarzen Bevölkerung in der Provinz wurde auf etwa 70 Prozent geschätzt, so dass ein erheblicher Anteil derselben für andere Parteien, darunter auch die weißen Parteien NP, DA und VF gestimmt haben musste.

Zusammensetzung der Provinzversammlung der Provinz Pretoria-Witwatersrand-Vereeniging

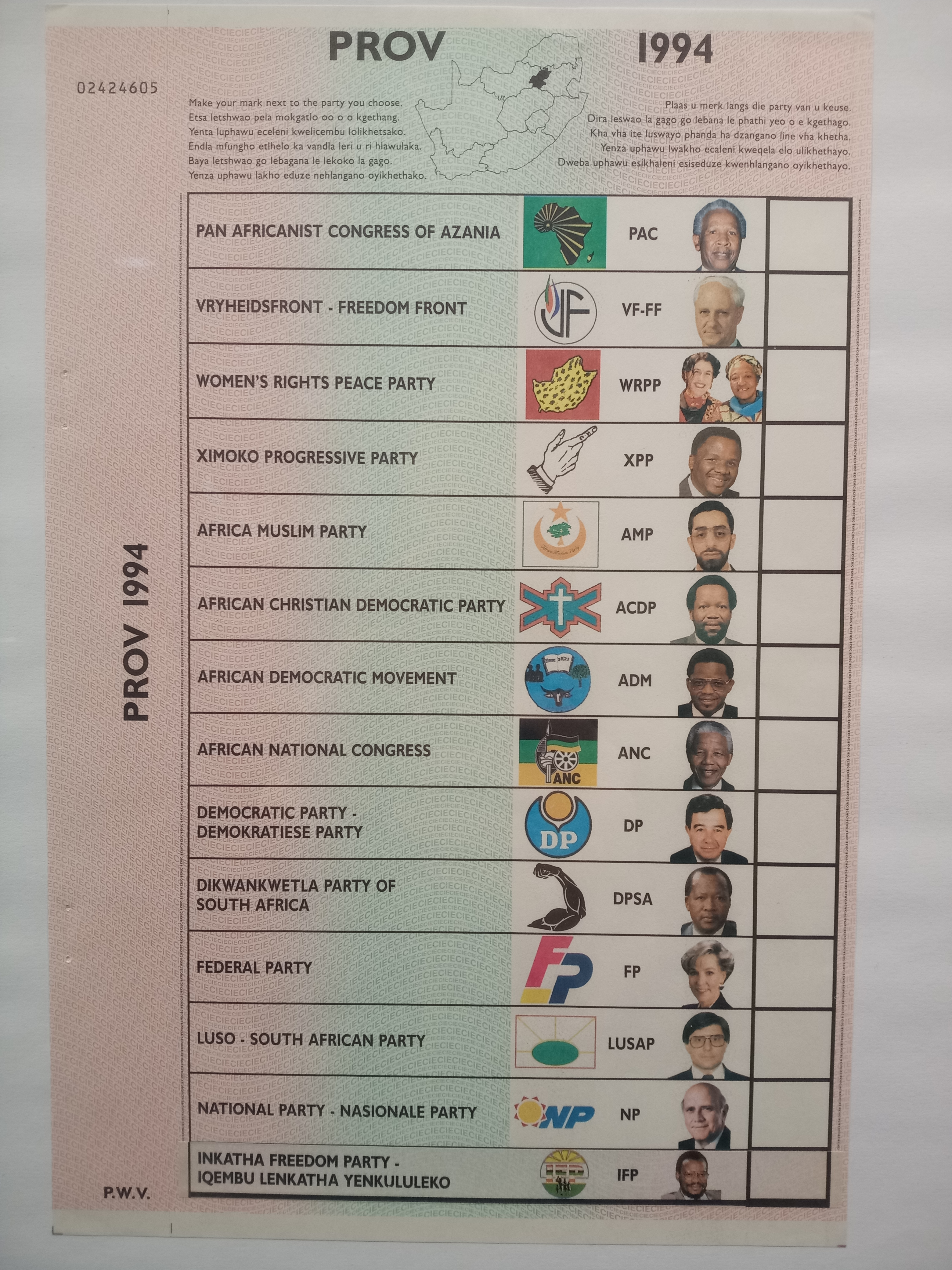
Stimmzettel zur Wahl der Provinzversammlung von PWV

| Partei | Partei                             | Stimmen   | in %     | Sitze |
| ------ | ---------------------------------- | --------- | -------- | ----- |
|        | African National Congress          | 2.418.257 | 57,60 %  | 50    |
|        | National Party                     | 1.002.540 | 23,88 %  | 21    |
|        | Vryheidsfront/Freedom Front        | 258.935   | 6,17 %   | 5     |
|        | Democratic Party                   | 223.548   | 5,32 %   | 5     |
|        | Inkatha Freedom Party              | 153.567   | 3,66 %   | 3     |
|        | Pan Africanist Congress of Azania  | 61.512    | 1,47 %   | 1     |
|        | African Christian Democratic Party | 25.542    | 0,61 %   | 1     |
|        | Federal Party                      | 16.279    | 0,39 %   | 0     |
|        | Africa Muslim Party                | 12.888    | 0,31 %   | 0     |
|        | Women’s Rights Peace Party         | 7.279     | 0,17 %   | 0     |
|        | Luso South African Party           | 5.423     | 0,13 %   | 0     |
|        | Dikwankwetla Party of South Africa | 4.853     | 0,12 %   | 0     |
|        | African Democratic Movement        | 4.352     | 0,10 %   | 0     |
|        | Ximoko Progressive Party           | 3.275     | 0,08 %   | 0     |
| Gesamt | Gesamt                             | 4.198.250 | 100,00 % | 86    |

#### Westkap
Die Provinz Westkap wies die größte Parteienvielfalt auf. Der regionale Wahlsieg der National Party wurde wesentlich darauf zurückgeführt, dass die Mehrheit der Coloureds in der Provinz für die NP gestimmt hatten. Ein kleinerer Anteil der Coloureds stimmte für den ANC und andere „afrikanische“ Parteien. Aus der schwarzen Bevölkerung erhielt die NP nach Meinungsumfragen so gut wie keine Stimmen.

Zusammensetzung der Provinzversammlung der Provinz Westkap

| Partei | Partei                                                         | Stimmen   | in %     | Sitze |
| ------ | -------------------------------------------------------------- | --------- | -------- | ----- |
|        | National Party                                                 | 1.138.242 | 53,25 %  | 23    |
|        | African National Congress                                      | 705.576   | 33,01 %  | 14    |
|        | Democratic Party                                               | 141.970   | 6,64 %   | 3     |
|        | Vryheidsfront/Freedom Front                                    | 44.003    | 2,06 %   | 1     |
|        | African Christian Democratic Party                             | 25.731    | 1,20 %   | 1     |
|        | Pan Africanist Congress of Azania                              | 22.676    | 1,06 %   | 0     |
|        | Africa Muslim Party                                            | 20.954    | 0,98 %   | 0     |
|        | Islamic Party                                                  | 16.762    | 0,78 %   | 0     |
|        | Inkatha Freedom Party                                          | 7.445     | 0,35 %   | 0     |
|        | West-Kaap Federaliste Party                                    | 6.337     | 0,30 %   | 0     |
|        | South African Woman’s Party                                    | 2.641     | 0,12 %   | 0     |
|        | The Green Party                                                | 2.611     | 0,12 %   | 0     |
|        | African Democratic Movement                                    | 1.939     | 0,09 %   | 0     |
|        | Workers International to Rebuild the Fourth International (SA) | 855       | 0,04 %   | 0     |
| Gesamt | Gesamt                                                         | 2.137.742 | 100,00 % | 42    |

### Gesamtergebnis der Wahlen zu den Provinzvertretungen
| Partei | Partei                                                         | Stimmen    | in %   | Sitze |
| ------ | -------------------------------------------------------------- | ---------- | ------ | ----- |
|        | African National Congress (ANC)                                | 12.137.307 | 62,3 % | 266   |
|        | National Party (NP)                                            | 3.492.467  | 17,9 % | 82    |
|        | Inkatha Freedom Party (IFP)                                    | 2.047.083  | 10,5 % | 44    |
|        | Vryheidsfront (FF-VF)                                          | 639.643    | 3,3 %  | 14    |
|        | Democratic Party (DP)                                          | 538.655    | 2,8 %  | 12    |
|        | Pan Africanist Congress of Azania (PAC)                        | 271.793    | 1,4 %  | 3     |
|        | African Christian Democratic Party (ACDP)                      | 117.825    | 0,6 %  | 3     |
|        | Minority Front (MF)                                            | 48.951     | 0,3 %  | 1     |
|        | Africa Muslim Party (AMP)                                      | 51.773     | 0,3 %  | 0     |
|        | African Democratic Movement (ADM)                              | 34.233     | 0,2 %  | 0     |
|        | Dikwankwetla Party of South Africa (DPSA)                      | 21.877     | 0,1 %  | 0     |
|        | Islamic Party (IP)                                             | 16.762     | 0,1 %  | 0     |
|        | Federal Party (FP)                                             | 16.279     | 0,1 %  | 0     |
|        | United People’s Front (UPF)                                    | 10.123     | 0,1 %  | 0     |
|        | Ximoko Progressive Party (XPP)                                 | 8.238      | 0,0 %  | 0     |
|        | Women’s Rights Peace Party (WRPP)                              | 7.279      | 0,0 %  | 0     |
|        | Wes-Kaap Federaliste Party (WKFP)                              | 6.337      | 0,0 %  | 0     |
|        | Workers International to Rebuild the Fourth International (SA) | 5.481      | 0,0 %  | 0     |
|        | Luso-South African Party (LUSO)                                | 5.423      | 0,0 %  | 0     |
|        | South African Women’s Party (SAWP)                             | 2.641      | 0,0 %  | 0     |
|        | Green Party (GRP)                                              | 2.611      | 0,0 %  | 0     |
|        | Merit Party (MP)                                               | 2.028      | 0,0 %  | 0     |
|        | Right Party (RP)                                               | 921        | 0,0 %  | 0     |